# Valkininkai
Valkininkai (ryska: Валькининкай) är en ort i Litauen.   Den ligger i kommunen Varėna och länet Alytus län, i den sydöstra delen av landet, 50 km sydväst om huvudstaden Vilnius. Valkininkai ligger 128 meter över havet och antalet invånare är 229.
Terrängen runt Valkininkai är platt. Runt Valkininkai är det glesbefolkat, med 13 invånare per kvadratkilometer. Närmaste större samhälle är Matuizos, 12,2 km sydväst om Valkininkai. Omgivningarna runt Valkininkai är en mosaik av jordbruksmark och naturlig växtlighet.